# (450265) 2003 WU172
(450265) 2003 WU172 est un objet transneptunien du groupe dynamique des plutinos, de magnitude absolue 6,1. 
Son diamètre est estimé à près de 300 km.